# Фурсиков, Андрей Владимирович
Андрей Владимирович Фурсиков (род. 12 июня 1945 года, Саратов) — советский и российский учёный-математик.

## Биография
Окончил с серебряной медалью среднюю школу № 19 Саратова (1963), окончил с отличием механико-математический факультет МГУ (1968), учился в аспирантуре отделения математики механико-математического факультета МГУ (1968—1971).
Кандидат физико-математических наук (1972), тема кандидатской диссертации «О нормальной разрешимости и глобальной гладкости решений некоторых классов вырождающихся эллиптических уравнений» (научный руководитель М. И. Вишик).
Доктор физико-математических наук (1986), тема диссертации «Задачи управления и нелокальные теоремы существования гладких решений эволюционных систем».
Профессор (1989), с 2011 года — заведующий кафедрой общих проблем управления.
С 2003 года работает по совместительству в ИВМ РАН (ведущий научный сотрудник).

## Научные интересы
Фундаментальные результаты в исследовании уравнений Навье-Стокса; математических вопросах статистической гидромеханики; оптимального управления системами с распределенными параметрами; управляемости и стабилизируемости.

## Награды и звания
- Лауреат премии Александра фон Гумбольдта, Германия (2003)
- Заслуженный профессор МГУ (2009)